# AIK Ishockey 2008/2009
Säsongen 2008/2009 spelade AIK Ishockey i Hockeyallsvenskan, klubben slutade på andra plats i grundserien och gick till kvalserien. I kvalserien slutade AIK Ishockey på tredje plats och spelade nästa säsong i Allsvenskan i ishockey 2009/2010.

## Tabeller

### Hockeyallsvenskan
Serien bestod av 16 lag. Lag 1 till 3 till Kvalserien till Elitserien, lag 4 till 7 till playoff, lag 14 och 15 till Kvalserien till Allsvenskan och lag 16 flyttas ner till Division 1.
██ Gick vidare till kvalserien till Elitserien i ishockey 2010

██ Gick vidare till playoff till kvalserien till Elitserien i ishockey 2010

██ Kvar i Hockeyallsvenskan 2009/2010

██ Spel i kvalserien till Hockeyallsvenskan 2009/2010

██ Nedflyttad till Division 1 2009/2010

### Kvalserien
Not: SM = Spelade matcher, V = Vunna, O = Oavgjorda, F = Förluster, SV = Vunna på övertid eller straffar, GM = Gjorda mål, IM = Insläppta mål, P = Poäng, +/- = Målskillnad
| Nr | Lag                 | SM | V | O | F | SV | GM | IM | P  | +/- |
| -- | ------------------- | -- | - | - | - | -- | -- | -- | -- | --- |
| 1  | Södertälje SK       | 10 | 6 | 3 | 1 | 1  | 39 | 26 | 22 | +13 |
| 2  | Rögle BK            | 10 | 5 | 2 | 3 | 2  | 36 | 26 | 19 | +10 |
| 3  | AIK                 | 10 | 5 | 1 | 4 | 0  | 28 | 33 | 16 | −5  |
| 4  | Leksands IF         | 10 | 4 | 1 | 5 | 1  | 31 | 31 | 14 | 0   |
| 5  | Växjö Lakers Hockey | 10 | 3 | 1 | 6 | 0  | 28 | 35 | 10 | −7  |
| 6  | Västerås Hockey     | 10 | 2 | 2 | 6 | 1  | 29 | 40 | 9  | −11 |

## Laguppställningar
Uppdaterad den 27 januari, 2009.
| Nr |         | Spelare                    | Plockar |
| 31 | Sverige | Fredrik Holmgren           | L       |
| 40 | Sverige | Christopher Heino-Lindberg | R       |

| Backar | Backar  | Backar                 | Backar  | Backar | Backar |
| ------ | ------- | ---------------------- | ------- | ------ | ------ |
| Nr     |         | Spelare                | Skjuter |        |        |
| 3      | Sverige | Andreas Jungbeck       | L       |        |        |
| 4      | Sverige | Mikael Österberg       | L       |        |        |
| 6      | Sverige | Dick Tärnström – C     | L       |        |        |
| 17     | Sverige | Fredrik Carlsson       | L       |        |        |
| 29     | Sverige | Jonas Liwing           | R       |        |        |
| 37     | Sverige | Stefan Johansson       | L       |        |        |
| 45     | Sverige | Per Savilahti-Nagander | R       |        |        |
| 72     | Norge   | Erik Ryman             | L       |        |        |
| 00     | USA     | Jamie Milam            | R       |        |        |

| Nr |         | Spelare                             | Skjuter |
| 10 | Sverige | Christofer Löfberg (Lån från Rögle) | R       |
| 14 | Sverige | Rasmus Ericsson                     | R       |
| 15 | Sverige | Fredric Korduner                    | L       |
| 16 | Sverige | Johan Ryno                          | L       |
| 18 | Sverige | Patrik Bergström                    | L       |
| 19 | Sverige | Tobias Ericsson                     | L       |
| 20 | Sverige | Daniel Bång                         | L       |
| 21 | Sverige | Christian Sandberg                  | R       |
| 22 | Sverige | Mattias Beck – A                    | L       |
| 25 | Sverige | Johan Adolfsson                     | L       |
| 33 | Sverige | David Engblom – A                   | L       |
| 79 | Sverige | Henrik Eriksson                     | R       |
| 89 | Sverige | Kristian Gahn                       | L       |
| 92 | Sverige | Jonas Westerling                    | L       |